# Albanskirche (Laichingen)

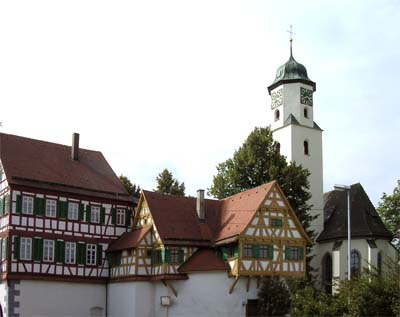
St. Albanus in Laichingen

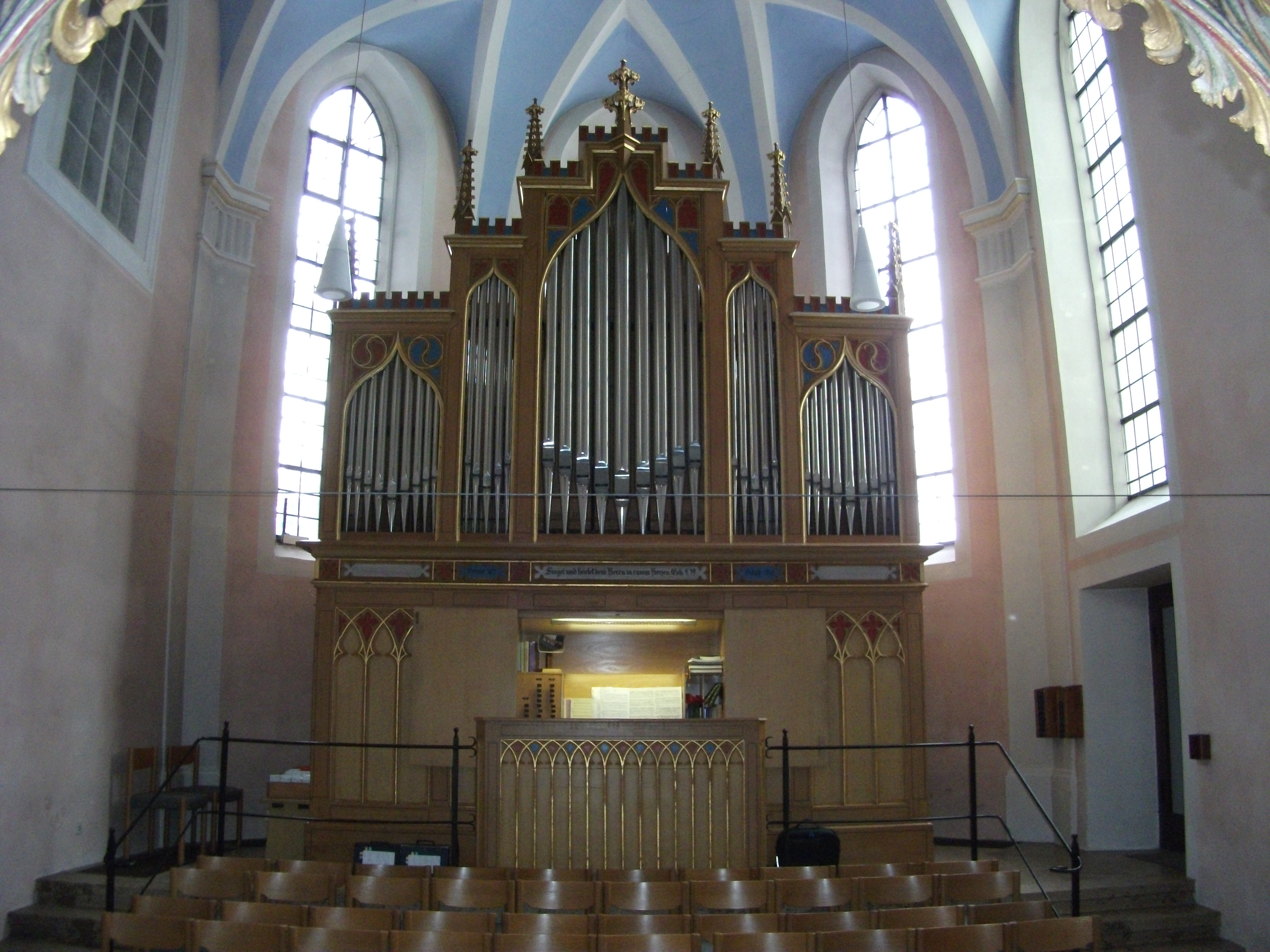
Innenraum mit Orgel

Die Albanskirche, ist eine evangelische Pfarrkirche in Laichingen, einer Kleinstadt im Alb-Donau-Kreis in Baden-Württemberg. Die Kirchengemeinde gehört zum Kirchenbezirk Bad Urach-Münsingen der Evangelischen Landeskirche in Württemberg. Das Bauwerk ist beim Landesamt für Denkmalpflege Baden-Württemberg als Baudenkmal eingetragen.

## Beschreibung
Die im Kern gotische Saalkirche besteht aus einem Langhaus, einem eingezogenen, dreiseitig geschlossenen Chor im Osten, der von Strebepfeilern gestützt wird, und einem Chorflankenturm an der Südseite des Chors, der 1631/32 mit einem achteckigen Geschoss, das die Turmuhr und den Glockenstuhl beherbergt, aufgestockt und mit einer Glockenhaube bedeckt wurde.
Der Innenraum des Erdgeschosses des Chorflankenturms ist mit einem Kreuzrippengewölbe überspannt, der des Langhauses mit einer Kassettendecke, der des Chors mit einem Stichkappengewölbe. Die Orgel wurde 1976 als Opus 951 von der Giengener Orgelmanufaktur Gebr. Link in den Prospekt von 1851 eingebaut.